# Daniel Pearl
Daniel Pearl (ur. 10 października 1963, zm. 1 lutego 2002) – amerykański dziennikarz pracujący dla dziennika „Wall Street Journal”.
Daniel Pearl 23 stycznia 2002 w Pakistanie został uprowadzony ze swojego samochodu przez terrorystów organizacji Al-Ka’ida. 1 lutego 2002 roku został ogłuszony przez Chaleda Szejka Mohammeda, który następnie (gdy Pearl był jeszcze żywy) odciął głowę dziennikarzowi, co zostało nagrane kamerą. Następnego dnia Mohamed pokazał głowę Pearla Stanom Zjednoczonym w przekazie telewizyjnym.
Początkowo było wiele wątpliwości co do śmierci Pearla. Do Ameryki co dzień napływały wiadomości z Pakistanu o zamordowaniu dziennikarza, o żądaniu nowego okupu oraz wypuszczenia na wolność pozostałych członków Al-Kaidy w zamian za uwolnienie Pearla. 3 lutego pakistańska policja znalazła zwłoki bez głowy porzucone w rowie za autostradą w Karaczi. Eksperci zidentyfikowali je jako ciało poszukiwanego Daniela Pearla.
Inne źródła podają, iż wsiadł do samochodu porywaczy dobrowolnie, nieświadomy grożącego mu niebezpieczeństwa. Był przetrzymywany w domu wynajmowanym przez terrorystów. Odmówił przyjęcia środków uspokajających. Najpierw podcięto mu gardło, ale z powodu wadliwej kamery i błędu operatora, moment jego śmierci nakręcono powtórnie. Po podcięciu gardła jeden z terrorystów odciął mu głowę.
Historia porwania i śmierci Daniela Pearla została ukazana w filmie Cena odwagi z 2007 roku.